# Alexander Reimann
Alexander Reimann (* 27. Oktober 2000 in Bitterfeld-Wolfen) ist ein deutscher Handballspieler.
Reimann war er bis zur C-Jugend bei der HSG Wolfen 2000 und ab der C-Jugend bei den Youngsters des SC Magdeburg. Ab der Saison 2019/20 spielte er beim Handball-Bundesligisten TBV Lemgo. Mit Lemgo gewann er den DHB-Pokal 2020. In der Saison 2021/22 lief er für den Zweitligisten ASV Hamm-Westfalen auf, mit dem er als Tabellenzweiter in die 1. Bundesliga aufstieg. Anschließend wechselte er zum Drittligisten TuS Ferndorf.
Der Linksaußen schloss eine Ausbildung zum Immobilienkaufmann ab.